# جيل فاغنر
جيل فاغنر (بالإنجليزية: Jill Wagner)‏ (و. 1979 – م) هي ممثلة، وممثلة تلفزيونية، وعارضة، من الولايات المتحدة الأمريكية، ولدت في وينستون-سالم، كارولاينا الشمالية.

## التعليم
تعلمت في جامعة ولاية كارولاينا الشمالية، وBarbizon Modeling and Acting School ‏.

## وصلات خارجية
- جيل فاغنر على موقع IMDb (الإنجليزية)
- جيل فاغنر على موقع ألو سيني (الفرنسية)
- جيل فاغنر على موقع أول موفي (الإنجليزية)
- جيل فاغنر على موقع قاعدة بيانات الفيلم (الإنجليزية)
- جيل فاغنر على موقع كينوبويسك (الروسية)